# Książniczki
Książniczki is een plaats in het Poolse district Krakowski, woiwodschap Klein-Polen. De plaats maakt deel uit van de gemeente Michałowice en telt 280 inwoners.